# Pierre-Joseph Alary

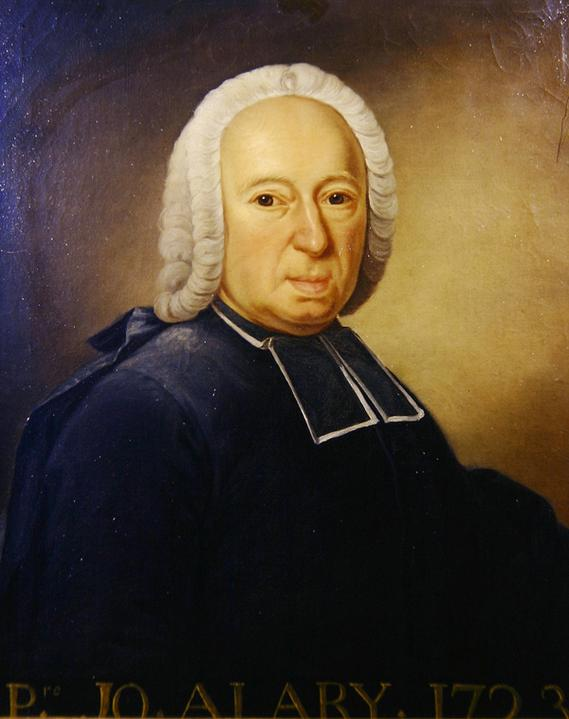
Pierre-Joseph Alary.

Pierre-Joseph Alary (19 de marzo de 1689 - 15 de diciembre de 1770) fue un eclesiástico, hombre de letras y académico francés, nacido y muerto en París. En 1723 fue elegido miembro de la Academia Francesa, para el asiento número 22.

## Datos biográficos
Fue el hijo de un boticario, Barthélémy Alary.
Prior de Gournay-sur-Marne, fue subpreceptor de Luis XV. Frecuentó el salón de Madame de Lambert. Fue elegido miembro de la Academia Francesa en 1723, elección que fue comentada de la siguiente forma por Bachaumont: « Fue el hijo de un boticario, quien por sus intrigas alcanzó la fortuna. No se sabe a título de qué se llegó a encontrar en el santuario de las musas ya que no se le conoce obra alguna [...] Era, sin embargo, buen platicador, atractivo y muy bien visto por las damas; atributos que en más de un caso, entre sus colegas, eran mérito equivalente a los literarios. » 
Su sucesor en la Academia, Gabriel-Henri Gaillard, dibujó una imagen muy diferente de él: « Este sabio modesto buscó la oscuridad como otros buscan la gloria. [...] Mucho fue lo que relató y se le escuchaba siempre; hablaba como filósofo y hombre de mundo: sabía expresar los tesoros del estudio y de la experiencia. »   
En 1724, el abad Alary fundó el Club de l'Entresol donde se encontraban una veintena de los espíritus más preclaros de la  Ilustración, entre los cuales estuvo Montesquieu, Helvétius, el marqués de Argenson, el abad de Saint-Pierre, Madame du Deffand y la futura Madame de Pompadour. Se reunían cada sábado en el domicilio de Charles-Jean-François Hénault (conocido como presidente Hénault), en la Plaza Vendôme en París, para discutir sobre política y economía. Teniendo noticia de que en el Club se discutían doctrinas que podrían ser peligrosas, ya que eran opuestas al mercantilismo, Louis XV hizo cerrar el Club en 1731.